# Kostra psa

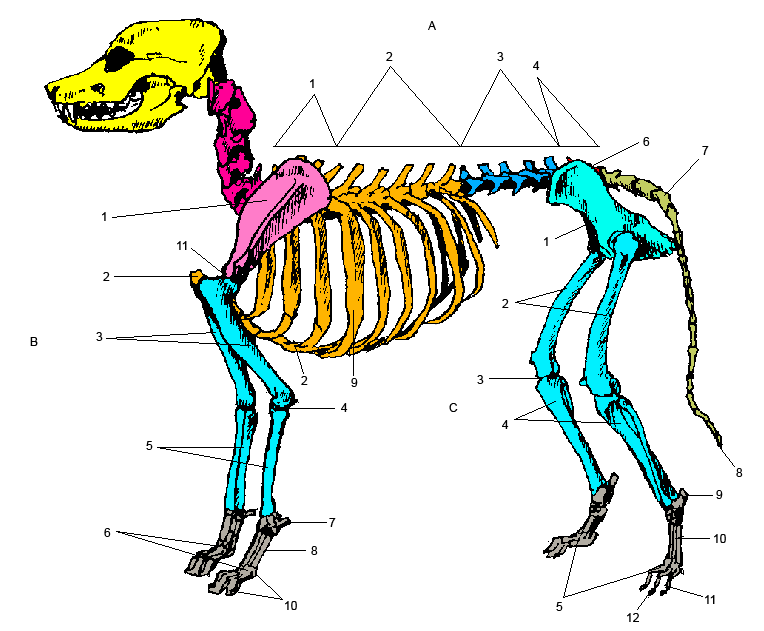
Popis kostry psa:
žlutě: lebka
fialově: krční páteř
okrově: hrudní koš
tmavě modře: bederní páteř
červeně: křížová kost
olivově: ocasní páteř
A 1 kohoutek
A 2 hrudní páteř
A 3 bederní páteř
A 4 křížová kost
B 1 lopatka (růžově)
B 2 hrudní kost
B 3 pažní kost
B 4 loketní kloub
B 5 kosti předloktí
B 6 klouby nadpstí a prstů
B 7 zápěstní kůstky
B 8 kosti nadprstí
C 1 pánev
C 2 stehenní kosti
C 3 kolenní kloub
C 4 kosti bérce
C 5 první článek prstu
C 6 křížová kost
C 7 ocasní obratle
C 8 poslední ocasní obratel
C 9 hlezenní kloub – patní kost
C 10 kosti nártu
C 11 druhý článek prstu
C 12 drápová kost

Kostra psa představuje soubor kostí, chrupavek a vazů, které vytvářejí pevnou oporu psího těla, určují jeho tvar a mechanicky chrání měkké vnitřní orgány.
Bez ohledu na plemeno se kostra psa skládá z 271 až 282 kostí. Kosti jsou tvořeny pevnou, kompaktní kostí na povrchu a vnitřní, houbovitou kostí, spongiózou. Uvnitř kosti je kostní dřeň. U štěňat je červená kostní dřeň, ve které probíhá krvetvorba, uvnitř většiny kostí. Později je nahrazována žlutou kostní dření, která je tvořena tukovou tkání, a červená kostní dřeň přetrvává pouze v hrudní kosti, žebrech, v pánvi a kosti stehenní. Kostru tvoří dva hlavní typy kostí, a to kosti dlouhé (kosti končetin) a kosti ploché (lebeční kosti, lopatka, pánev). Na povrchu kostí je okostice, která umožňuje přirůstání kosti do šířky a hojení zlomenin. Růst kosti do délky probíhá v místě růstové ploténky blízko konců kosti. U štěněte jsou růstové ploténky chrupavčité, chrupavka má schopnost růstu a její přírůstky postupně kostnatí. U většiny psů je růst dutých kostí dokončen po 10. až 12. měsíci věku.
Jednotlivé kosti jsou navzájem spojeny klouby, které umožňují jejich vzájemný pohyb. Na konci kostí je pružná hladká chrupavka, která ve spojení s kloubním mazem (synoviální tekutinou) snižuje tření mezi součástmi kloubu. Ten je uložen v kloubním pouzdře a dále fixován okolními vazy, které určují a omezují celkový rozsah jeho pohybu. Některé klouby jsou natolik zpevněné vazy, že jsou prakticky nepohyblivé, jako je spojení pánve a křížové kosti. Pevné, vazivovaté spojení kostí, švy, u psa spojují kosti lebky.

## Lebka

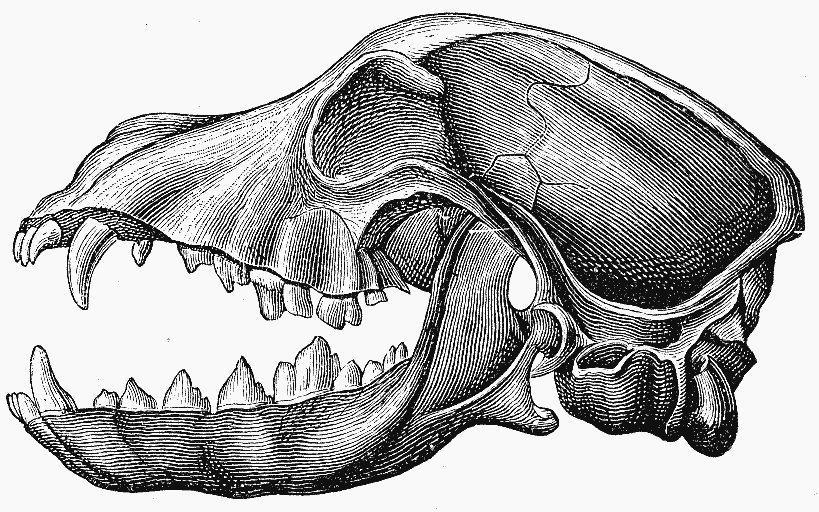
Lebka psa – kresba

Lebka psa je tvořena dvanácti plochými kostmi. Kosti lebeční utváří dutinu lebeční, ve které je uložen mozek psa. Lebeční klenba psa je klenutá a tvořená kostí čelní, párovou kostí spánkovou, kostí temenní a kostí mezitemenní. Středovou linii lebeční klenby prochází výrazný kostěný šíjový hřeben,crista sagittalis externa , na který se upínají žvýkací svaly. Je dobře hmatný i na živém zvířeti, i když ve výraznosti hřebene i jeho utváření existují velké meziplemenné rozdíly. Vzadu končí šíjový hřeben na mezitemenním výběžku, processus interparietalis, vepředu se rozdvojuje a plynule přechází v linea temporalis.
Spánková kost je kost složitého tvaru. Její největší část, šupina, tvoří stěnu lebeční dutiny mezi křídly os basisphenoidale (viz dále) a temenními kostmi. Hlavní část, kost skalní, tvoří kostěnou schránku pro sluchové a rovnovážné ústrojí, přičemž vchod do zvukovodu (porus acusticus externus) je lemován kostí bubínkovou, která ve své spodní části tvoří bubínkovou výduť (bulla tympanica). Bubínková výduť psa je menší než u srovnatelně velkého vlka. Spánková jáma je vyplněná mohutným spánkovým svalem (m. temporalis), na kterém je položen chrupavčitý štítek a tukové těleso ušního boltce. Na štítku odstupují a upínají se na něj uchohybné svaly.
V čelní kosti je vytvořená dutina, která komunikuje s dutinou nosní – jedná se o čelní paranazální dutinu, sinus frontalis. Je jednotná a sahá od kořene nosu až do poloviny čelní krajiny.
V místech spojení tří a více kostí se nacházejí fontanely, které během porodu umožňují deformaci lebky pro snazší průchod porodními cestami. U štěňat se ve 3 až 6 týdnech po porodu vyskytuje velká čelní fontanela, fonticulus frontoparietalis, na spojení čelní kosti s kostmi temenními. Normálně se definitivně uzavírá na konci druhého měsíce života. U krátkolebých psů jsou patrné další dvě fontanely, které přetrvávají po celý život zvířete – jedná se o malou týlní fontanelu mezi temenní a týlní kostí a postranní fontanelu mezi týlní a spánkovou kostí.
Kostmi spodiny lebeční je týlní kost s týlním hrbolem, párová spánková kost, nepárová základní klínová kost, os basisphenoidale a předklínová kost os presphenoidale, které jsou obdobou lidské klínové kosti, a kost čichová s párovým čichovým labyrintem, což je soustava kostěných výběžků, které přecházejí v nosní skořepy a zvyšují plochu čichové sliznice, a s drobnými otvory v ploténce lamina cribrosa, kudy prochází do mozku čichový nerv.
Obličejová část hlavy je tvořena kostí řezákovou a párovou nosní kostí, horní čelistí, kostí patrovou, kostí slzní, kostí lícní a kostí křídlovitou, dále nepárovou radličnou kostí a párovou dolní čelistí.

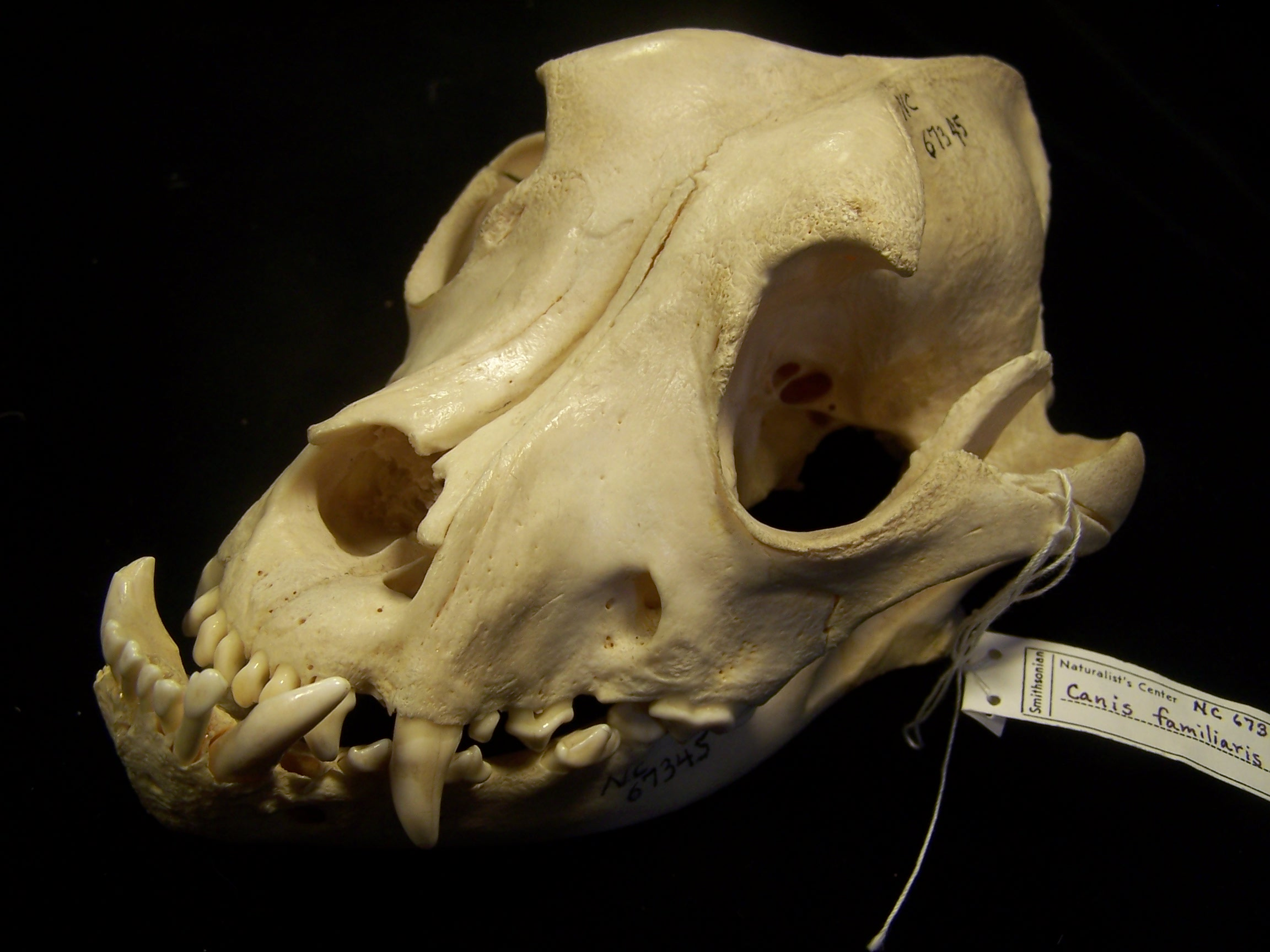
Lebka buldoka – zkrácená horní čelist vede k předkusu

Čelní a nosní kost tvoří strop dutiny nosní a podmiňují utváření stopu a hřbetu nosu psa. Ze stran je nosní dutina vzadu ohraničena malou párovou kostí slzní, která tvoří též část vnitřní strany očnice, lícní kostí a horní čelistí, její dno a současně tvrdé kostěné patro je tvořené vpředu malou řezákovou kostí, horizontální ploténkou patrových kostí a patrovým výběžkem horní čelisti, vzadu při lebeční bázi též radličnou kostí. Nosní dutina je ve středové linii rozdělena chrupavčitou nosní přepážkou a obsahuje tři páry nosních skořep, spodní, os conchae nasalis ventralis, která vychází z horní čelisti, a střední a horní nosní skořepy (conchae nasales media et dorsalis), které vycházejí z čichového bludiště čichové kosti. Při zkracování lebky u krátkolebých plemen je podstatou tohoto zkrácení snižování délky horní čelisti – brachygnathia superior, v důsledku čehož se horní řezáky dostávají za spodní a vzniká předkus.

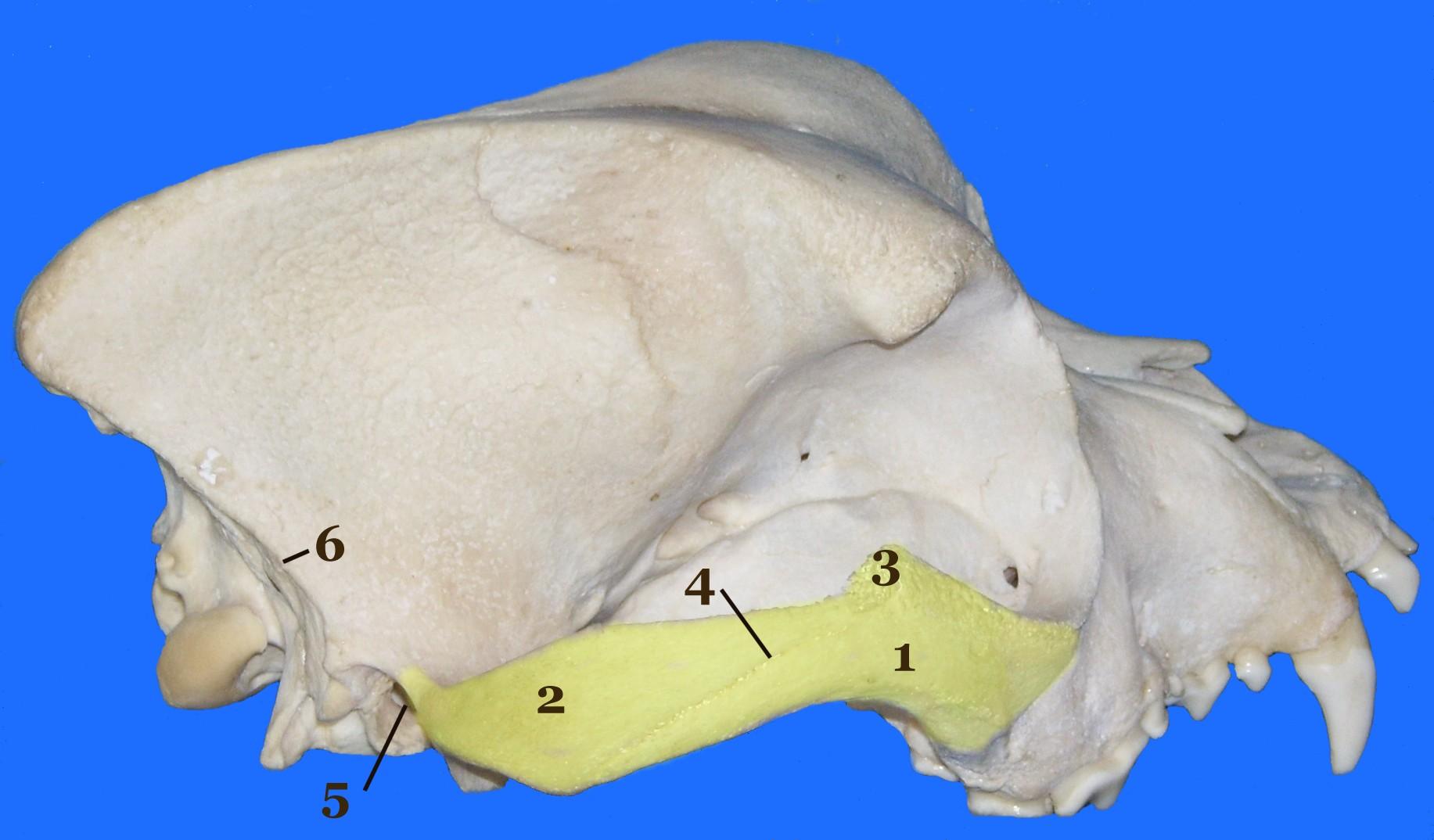
Jařmový oblouk (žlutě)
1 Processus temporalis ossis zygomatici
2 Processus zygomaticus ossis temporalis
3 Processus frontalis ossis zygomatici
4 šev mezi čelní a lícní kosti
5 Meatus acusticus externus
6 Crista supramastoidea

Z orbity vede průchod canalis infraorbitalis, kanálek v horní čelisti, který začíná v orbitě a ústí na přední straně otvorem zvaným foramen infraorbitale. Průchodem vedou stejnojmenné cévy a nerv.
Jařmový oblouk psa je tvořen jařmovým výběžkem spánkové kosti a spánkovým výběžkem kosti lícní. Je kostním podkladem líce psa. Očnice je kostní jáma, ve které je uložena oční koule a přídatné orgány oka. U psa je tvořena nahoře kostí čelní, mediálně kostí slzní a dole kost lícní. Protože jařmový výběžek čelní kosti a čelní výběžek lícní kosti jsou u psa krátké a navzájem k sobě nedosahují, není vchod do očnice zcela ohraničen kostí, ale na stranách je tvořen vazem lig. orbitale.
Dolní čelist, mandibula, je jedinou pohyblivou kostí psí lebky. Se zbytkem lebky je spojena dvěma klouby, kde se spojuje párová hlavice dolní čelisti (caput mandibulae) s jamkou ve spánkové kosti. Na dolní čelisti rozlišujeme tělo (corpus mandibulae) a párové větve (ramus mandibulae), mezi kterými se nachází úhel dolní čelisti, angulus mandibulae.
Tělo dolní čelisti (corpus mandibulae) je víceméně ploché, na svém horním okraji nese zubní lůžka jeho lůžkový okraj, margo alveolaris, spodní okraj je hladký, margo ventralis. Přibližně pod prvním třenovým zubem je bradový otvor (foramen mentale), kterým vystupují nervy a cévy z canalis mandibulae, které začíná na vnitřní ploše větví mandibuly a kterým prochází tepna, žíla a dolní větev trojklaného nervu. Párová větev dolní čelisti vybíhá nahoru do dvou výběžků: předního a velmi výrazného processus coronoideus a zadního processus condylaris, který zapadá do kloubní jamky na spodině lebeční. Mezi oběma výběžky je zářez (incisura mandibulae). Z angulus mandibulae dále dozadu vybíhá hákovitý výběžek, processus angularis.

## Osový skelet
Osová kostra představuje osu těla, jejím úkolem je přestavovat pevný bod pro pohyb končetin, tvoří také významnou mechanickou ochranu zranitelných vnitřních orgánů. Je tvořena páteří a kostrou hrudníku, žebry a hrudní kostí. U psa je tvořen 75-78 kostmi.
Krční páteř psa je tvořena sedmi obratli. První krční obratel, atlas, též nosič, a druhý obratel čepovec, umožňují pohyb hlavou nahoru, dolů a do stran. Křídla nosiče (ala atlantis) tvoří hmatný bod na krku psa. Čepovec má výrazný, hřebenovitý trnový výběžek. Hrudních obratlů je třináct, mají výrazné dlouhé, mírně dozadu směřující trnové výběžky a na každý z nich je tuhým kloubem napojeno žebro. Trnové výběžky 4.-5. hrudního obratle tvoří společně s horním okrajem lopatky kohoutek, u většiny psů nejvyšší bod hřbetu. Hrudní koš psa je tvořen třinácti páry žeber, z nichž devět je žeber pravých, které se napojují na hrudní kost. Poslední čtyři páry jsou společně spojeny chrupavkami a tvoří žeberní oblouk.
Bederních obratlů je sedm, mají kratší a dopředu směřující žeberní výběžky a tvoří pružnou část páteře psa, která má při pohybu velký význam k přenosu hybné síly z pánevních končetin na končetiny hrudní. Křížové obratle jsou tři a jsou srostlé v kost křížovou, ke které se tuhým kloubem připojuje pánev. Na křížovou kost navazují ocasní obratle, kterých je individuálně a též v závislosti na plemeni 20-23.
Obratle jsou navzájem spojeny klouby, páteř je proto pohyblivá, a mezi jejich těly jsou meziobratlové ploténky. Zvláště u jezevčíků věkem dochází k degeneraci a následnému zvápenatění ploténky, které končí prasknutím anulus fibrosus a vystřelením ploténky do páteřního kanálu a neurologickými potížemi, jako je bolest, ztráta citlivosti nebo ochrnutí. Odborně se jedná o výhřez meziobratlové ploténky typu Hansen 1. U jezevčíků je daleko nejčastější ze všech plemen, ale postižena mohou být i další plemena, jako je bígl, pekingský palácový psík, shi-tzu, lhasa-apso nebo velškorgi. Vyklenutí ploténky, kdy se střed ploténky posune směrem k míše a anulární prstenec zůstane víceméně celistvý, se vyskytuje u starších větších psů.

## Končetiny

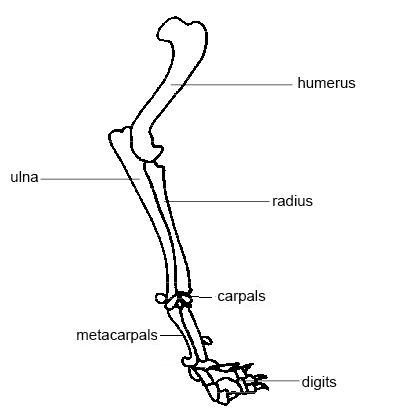
Kostra hrudní končetiny psa (bez lopatky)

Kostra hrudní končetiny je u psa tvořena 26 kostmi. Z kostí pletence má pes pouze plochou trojúhelníkovitou lopatku, která je k hrudníku připojena jen svaly. Její vnitřní plocha je hladká, na víceméně plochá, tvořící podlopatkovou jámu pro úpon podlopatkového svalu a plochu pro úpon svalu pilovitého, na vnější ploše je lopatka rozdělena v poměru 1:1 kostěným hřebenem lopatky (spina scapulae), který ji dělí na nadhřebennou a podhřebennou jámu, vyplněnou svaly stejného jména. Na lopatce je též kloubní jamka pro ramenní kloub.
Ramenní kloub psa je jednoduchý, kulovitý a volný kloub umožňující pohyblivé spojení mezi lopatkou a pažní kostí. Kulovitá hlavice pažní kosti v něm zapadá do kloubní jamky chrupavky. Kloubní pouzdro je zpevněno glenohumerálními vazy (ligg. glenohumerale laterale et mediale), jiné vazy, které by fixovaly kloub v okolí nejsou, stabilizaci kloubu zajišťují okolní svaly. Na vnitřní straně s kloubním pouzdrem srůstá s úponovou šlachou podlopatkového svalu. Uvnitř kloubního pouzdra (intrakapsulárně) prochází odstupová šlacha dvojhlavého pažního svalu. Její poranění může vést ke kulhání z ramenního kloubu. Kloubní pouzdro se dále vychlipuje a obaluje šlachu dvojhlavého svalu jako šlachová pochva.
Pažní kost psa je poměrně štíhlá, na svém průběhu mírně spirálovitě stočená dlouhá kost. Z kostí volné končetiny je nejmohutnější. Její hlavní součástí je hlava (caput humeri), tělo (corpus humeri) a konečně hrbol (condylus humeri), na kterém se dá rozlišit na vnější straně kladka (trochlea) a na vnitřní straně hlavička pažní kosti (capitulum humeri). Kladka slouží ke skloubení s předloketními kostmi. Nad kladkou se nachází velký nadkladkový otvor (foramen supretrochleare), kam se při maximální flexi loketního kloubu vkládá okraj hlavice vřetenní kosti.
Loketní kloub psa je válcovitý, střídavý kloub. Jedná se o kloub složitý, který je ve skutečnosti tvořen klouby třemi: articulatio humeroulnaris spojuje okovec loketní kosti a hrbol pažní kosti, articulatio humeroulnaris spojuje hlavičku vřetenní kosti a hrbol pažní kosti, a articulatio radioulnaris spojuje okovec loketní kosti a hlavičku kosti vřetenní. Při základním postavení svírají kost pažní s předloktím v lokti úhel kolem 145°, přičemž rozsah pohybu je v rozsahu 100°, od 60° při maximálním ohybu po 160° při maximálním natažení. Loketní kloub je zpevněný vazy a okolními svaly. Soubor jeho dědičného chybného utváření, které vede k artróze, bolesti a kulhání, se nazývá dysplazie loketního kloubu.
Kostru předloktí tvoří dvě dlouhé štíhlé kosti, kost vřetenní (radius) a kost loketní (ulna). Loketní kost je delší než kost vřetenní a je tvořena třemi částmi: nahoře je okovec (olecranon), uprostřed tělo loketní kosti a dole se nachází hlavice loketní kosti. Vřetenní kost má nahoře hlavici vřetenní kosti, poté tělo a dole kladku vřetenní kosti. Loketní kost se u zápěstí nachází na vnější straně končetiny, během svého průběhu ale kříží kost vřetenní a na úrovni lokte se nachází na vnitřní straně. Obě kosti jsou spolu pohyblivě spojeny dvěma klouby, jednom při každém konci kosti, což do jisté míry umožňuje otáčení celého předloktí, i když rozsah tohoto pohybu je v porovnání v člověkem značně omezen. Obě kosti jsou dále spojeny vazivovou menbránou a vazem lig. interosseum antebrachii.
Zápěstí psa je tvořeno sedmi kostmi. Kosti jsou seřazeny ve dvou řadách (proximální a distální).
- Proximálně jsou to kost trojhranná (os carpi ulnare, os triquetrum) a vřetenní a střední zápěstní kost (os intermediolaterale), což je srostlá kost člunkovitá (os scaphoideum) a kost poloměsíčitá (os lunatum) a přídatná zápěstní kost – kost hrášková (os pisiforme), která je považována za sezamskou kost.
- Distálně se nachází první zápěstní kost – kost mnohohranná větší (os carpale primum, os trapezium), druhá zápěstní kost – kost mnohohranná menší (os carpale secundum, os trapezoideum), třetí zápěstní kost – kost hlavatá (os carpale tertium, os capitaum) a čtvrtá zápěstní kost – kost hákovitá (os carpale quartum, os hamatum)

Zápěstní kloub je složitý, střídavý kloub a je tvořen třemi nad sebou uloženými, oddělenými kloubními dutinami.
- Articulatio antebrachiocarpea je volný kloub, ve kterém se spojují kosti předloktí s proximální řadou zápěstních kůstek. Rozsah pohybu v něm je asi 95°. Jeho kloubní dutina komunikuje s distálním kloubem loketní a vřetenní kosti.
- Articulatio mediocarpea spojuje proximální a distální řadu kostí zápěstí, jedná se o válcovitý, střídavý kloub s rozsahem pohybu kolem 45°.
- Articulatio carpometacarpae je skloubení distální řady s kostmi nadprstí. Kloubní plochy jsou rovné a na pohyb v zápěstí nemají vliv.

Mezi jednotlivými kůstkami v řadě existuje rovněž kloubní spojení, které ale umožňuje jen omezený posun kloubních ploch. Jednotlivé kosti a celé zápěstí jsou pohromadě držené množstvím vazů. Nadprstí obvykle nestojí kolmo k zemi, ale je v zápěstním kloubu mírně vychýleno dopředu, asi o 20°.
Nadprstí, též záprstí je tvořeno pěti záprstními kostmi, které se dále kloubí s kostmi prstů. První prst psa je zakrnělý, skládá se jen ze dvou článků a nemá kontakt se zemí. Ostatní prsty mají každý tři články spojené klouby. První prstní článek svírá s nadprstím úhel asi 105°, osa prstu je lomená, první prstní článek probíhá téměř vodorovně se zemí, naopak střední článek téměř svisle. Pes našlapuje hlavně na třetí a čtvrtý prst, označované jako prsty nosné. Druhý a pátý prst jsou poněkud menší a označované jako prsty vedlejší. Do žlábku posledního článku prstu, drápové kosti, se vkládá pevný, rohovitý, tupý dráp.

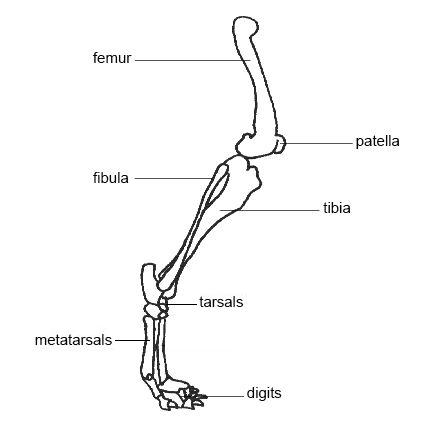
Kostra pánevní končetiny psa (bez pánevní kosti)

Kostra pánevní končetiny je rovněž tvořena pletencem a kostmi volné končetiny. Pletenec je tvořen jedinou kostí, pánví, která je vzhledem k horizontální linii postavena šikmo asi v úhlu 30°. Pánev vznikla srůstem tří párových kostí – kosti sedací, kyčelní a stydké – v jednu jedinou. Stydké kosti jsou uprostřed spojeny chrupavčitou sponou. Pánev je spojena s křížovou kostí nepohyblivým tuhým kloubem. Pánevní končetina je tedy k trupu připojena mnohem pevněji než hrudní, která je připojena jen pomocí svalů lopatky. V místě styku všech třech kostí je kloubní jamka kyčelního kloubu (acetabulum).
Kyčelní kloub psa je kulovitý, víceosý volný kloub. Hlavice stehenní kosti v něm zapadá do acetabula pánve. Hlavice kosti stehenní je s acetabulem dále spojena tenkým vazem, ligamentum capitis ossis femoris, celý kloub je však držen v pozici hlavně okolními svaly. Dědičná deformace kyčelního kloubu, vedoucí k artróze, bolesti a kulhání se nazývá dysplazie kyčelního kloubu. Stehenní kost je ze všech stran obklopena mohutnými svaly stehna, které se upínají na výrazný kostní výběžek na boční horní straně kosti – velkém chocholíku (trochanter major). Na dolním, distálním konci kosti jsou dva kondyly a mezi nimi hluboká kladka stehenní kosti, ve které je uložena čéška. Je-li kladka příliš mělká, může čéška při pohybu v koleni nebo i trvale vyklubovat mimo své fyziologické umístění, kde jednak omezuje rozsah pohybu, jednak časem dojde k poškození chrupavky a k artróze spojené s bolestí. Mediální luxace čéšky je geneticky podmíněná vada, častá u malých plemen psů.

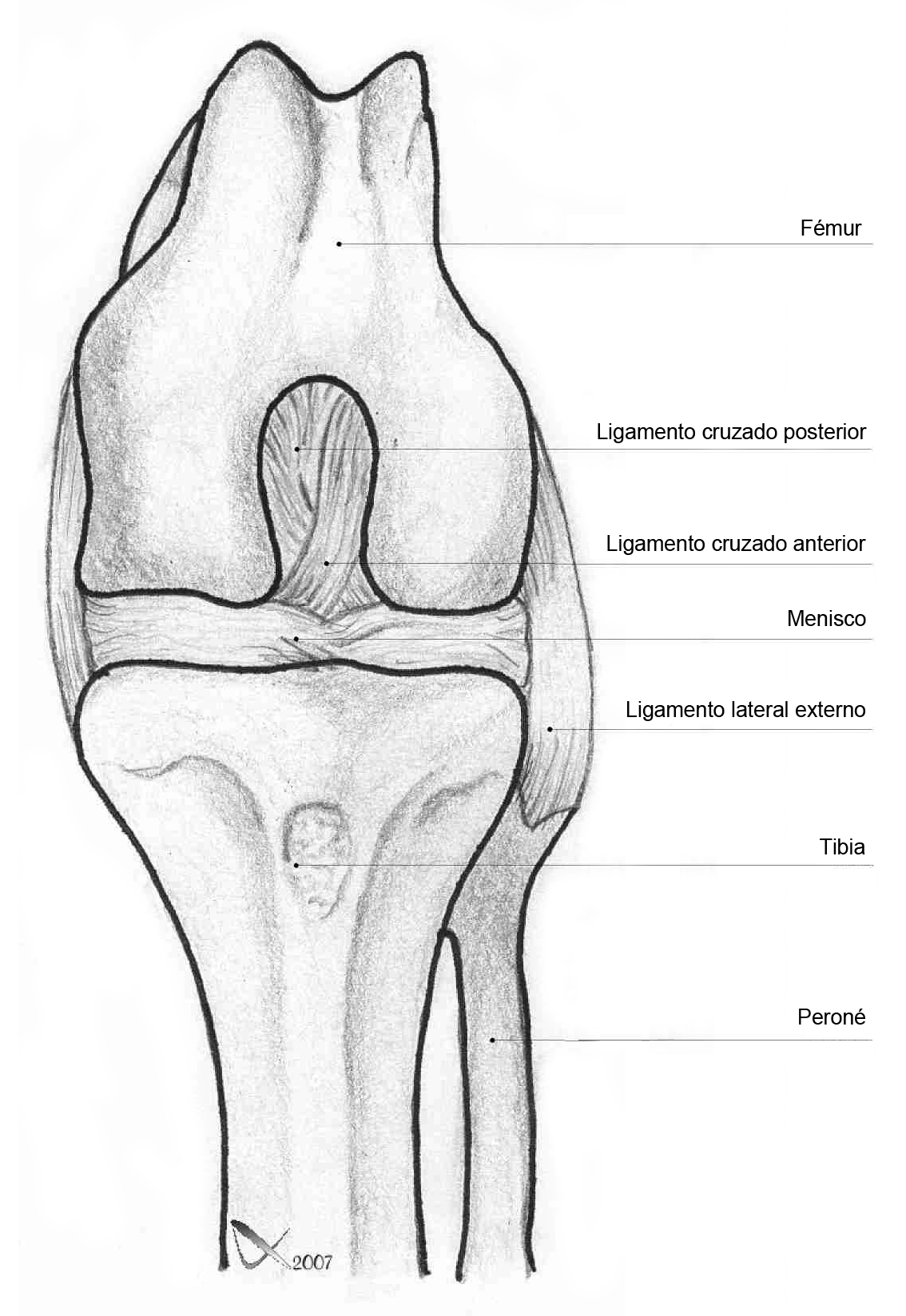
Přední pohled na kolenní kloub psa

Kolenní kloub je složitý střídavý kloub, ve kterém se kloubí kondyly stehenní kosti, kloubní plochy holenní kosti a čéška. Je tvořen dvěma samostatnými klouby: articulatio femorotibialis kloubí konvexní kondyly stehenní kosti a rovné kondyly holenní kosti. Protože kloubní plochy těchto kostí si tvarově neodpovídají (inkongruence), uvnitř kloubu se nacházejí dva menisky, mediální a laterální (meniscus lateralis et medialis). Menisky jsou vazy připojeny k holenní kosti (lig.tibiale craniale menisci medialis et lateralis, lig. transversum genus, lig.tibiale caudale menisci medialis et lateralis) a ke stehenní kosti (lig.meniscofemorale). K meniskům přirůstá také kloubní pouzdro, jehož součástí jsou také sezamské kosti vnějšího lýtkového svalu, ossa Vesalii. Kloubní dutina je částečně rozdělena na vnitřní, mediální, a vnější, laterální dutinu, přičemž tyto synoviální vaky jsou spojené zkříženými vazy, předním a zadním. Tyto vazy společně s postranními vazy zpevňují kloub a drží kloubní plochy ve stálém kontaktu. Articulatio femoropatellaris je kladkový kloub, ve kterém se spojuje kladka stehenní kosti a čéška. Čéška je velká sezamská kost vložená do úponové šlachy čtyřhlavého stehenního svalu na holenní kost, se kterou je spojená čéškovým vazem, lig. patellae.
Bérec psa je tvořen dvěma kostmi, větší kostí holenní a menší kostí lýtkovou. Spolu jsou kosti spojené na obou koncích klouby articulationes tibiofibulares proximalis et distalis, přičemž distální kloub je tuhý, otáčení bérce proto není možné.
Hlezenní kloub psa je složitý kloub sestávající ze tří řad tarsálních kůstek. Pes má stejně jako člověk sedm tarsálních kostí: v proximální řadě je to kost hlezenní (talus) a kost patní (calcaneus), ve středu je člunková kost (os tarsi centrale, os naviculare) a distálně se nachází vnitřní klínová kost (os cuneiforme mediale, os tarsale primum), střední klínová kost (os cuneiforme intermedium, os tarsale secundum), zevní klínová kost (os cuneiforme laterale, os tarsale tertium) a kost krychlová (os cuboideum, os tarsale quartum) Mezi lýtkovou kostí, kostmi hlezna a kostmi nártu se vytváří čtyři samostatné řady kloubů: articulatio tarsocruralis je kloub, ve kterém se pojí šroubovitá kladka kosti hlezenní s kostí holenní a lýtkovou. Střední tarsální klouby spojují pohyblivě patní a hlezenní kost, toho spojení umožňuje i pohyb do stran, řady tarsálních kůstek jsou spojené válcovitými klouby, funkčně jsou to neúplné střídavé klouby. Distální kloubní spojení, articulatio tarsometatarseae, má rovné kloubní plochy a minimální pohyblivost. Celkově se na pohybu v tarsu podílí hlavně a. tarsocruralis, který zajišťuje rozsah pohybu v rozsahu 100°, a omezeně a. tarsocalcaneocentralis, který doplňuje dalších 20°. Patní kost je dobře hmatná a vytváří patní hrbol.
Pes má většinou jen čtyři nártní kosti, výjimkou jsou psi s paspárky na pánevních končetinách. Kostra prstů je víceméně stejná, jako na hrudních končetinách.

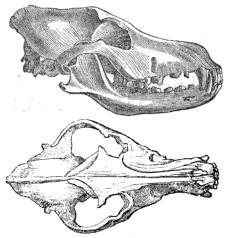
Lebka dinga – při pohledu seshora je dobře patrná crista sagittalis externa
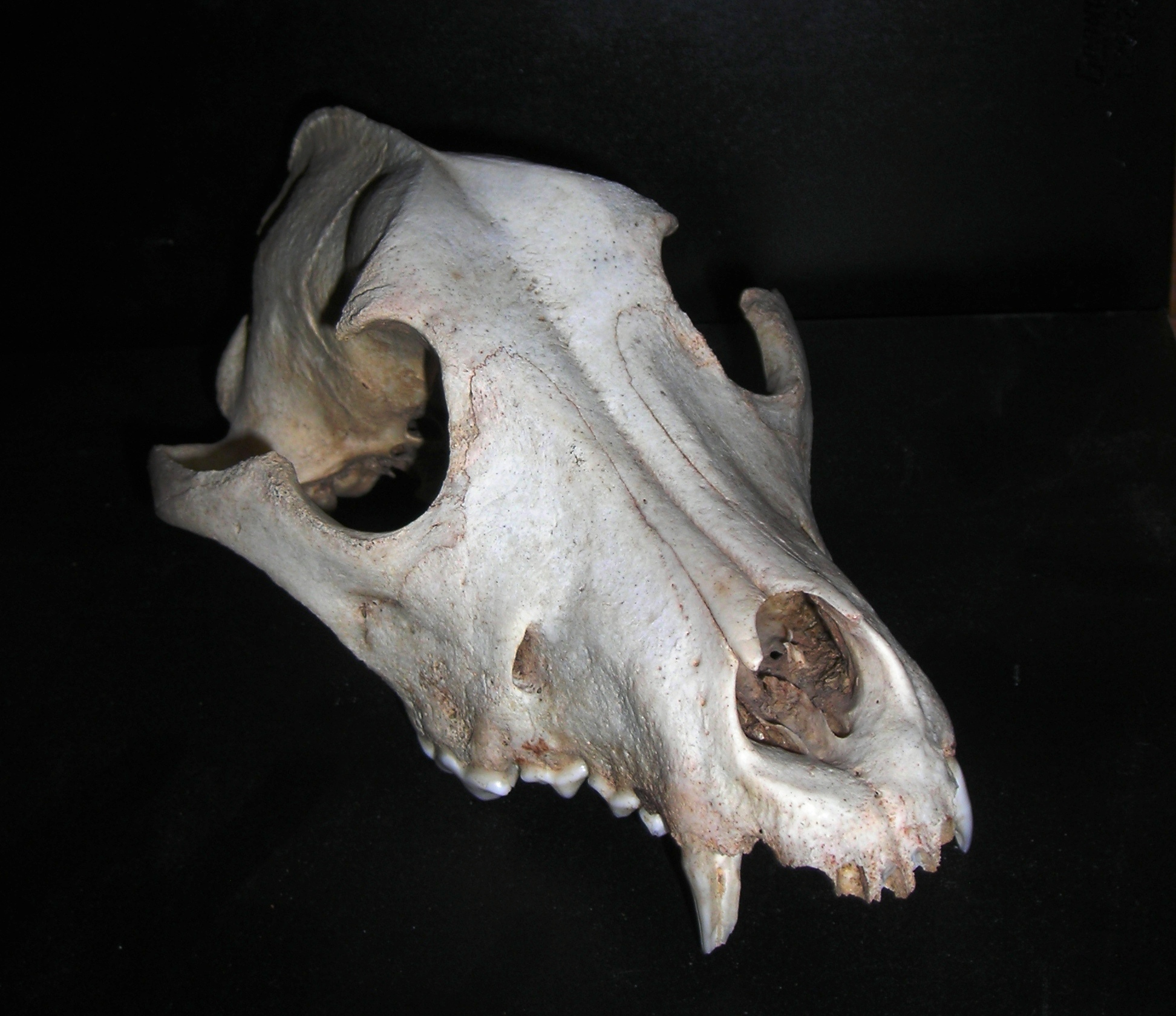
Lebka psa – povšimněte si neúplného ohraničení očnice, opět patrná crista sagittalis externa a též foramen infraorbitale
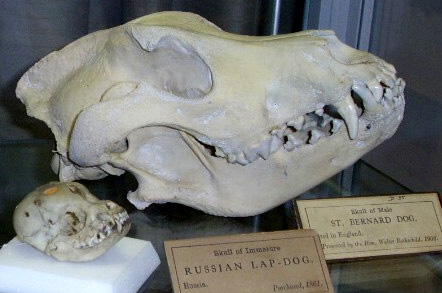
Srovnání lebek bernardýna a ruského toy teriéra
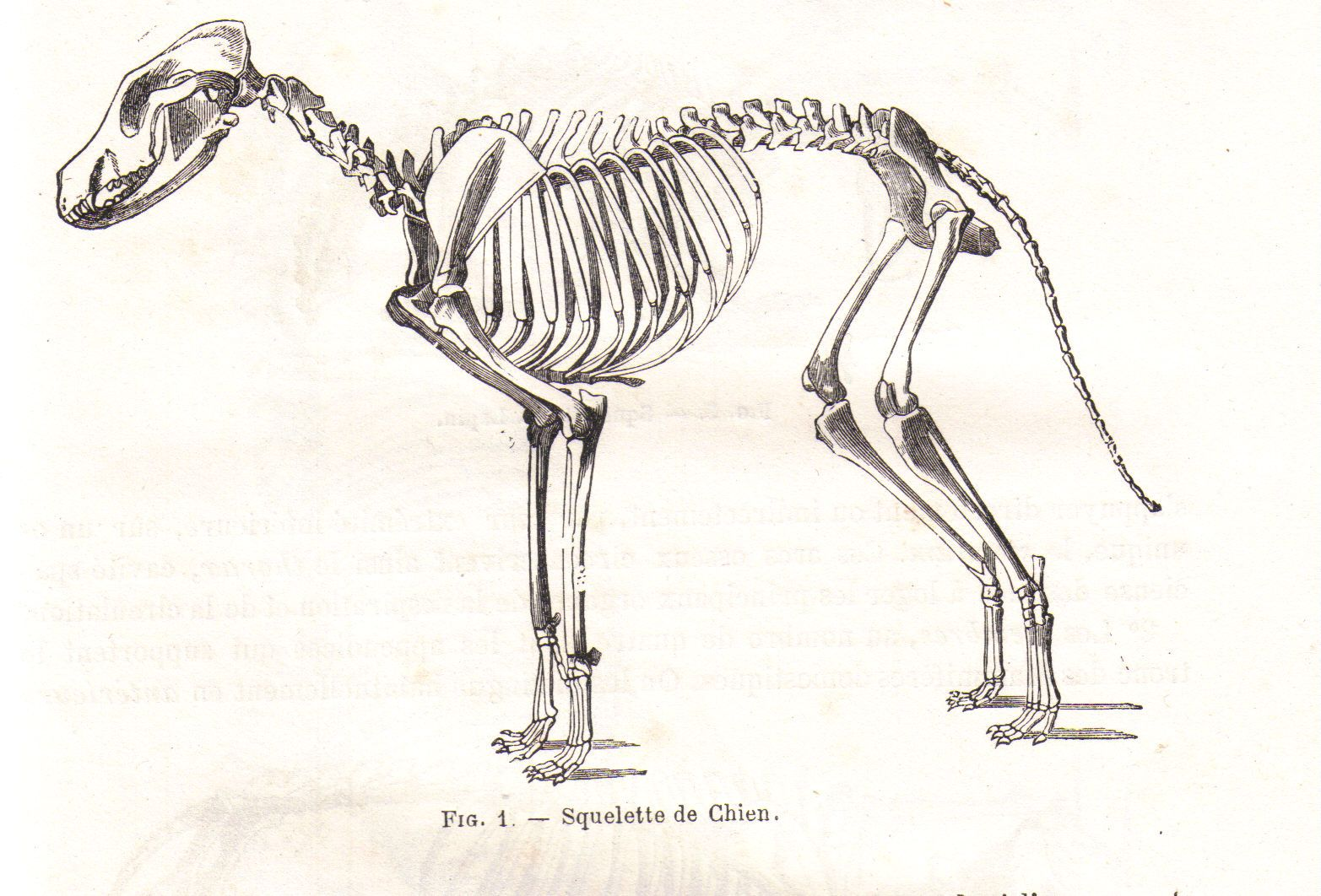
Kresba kostry psa
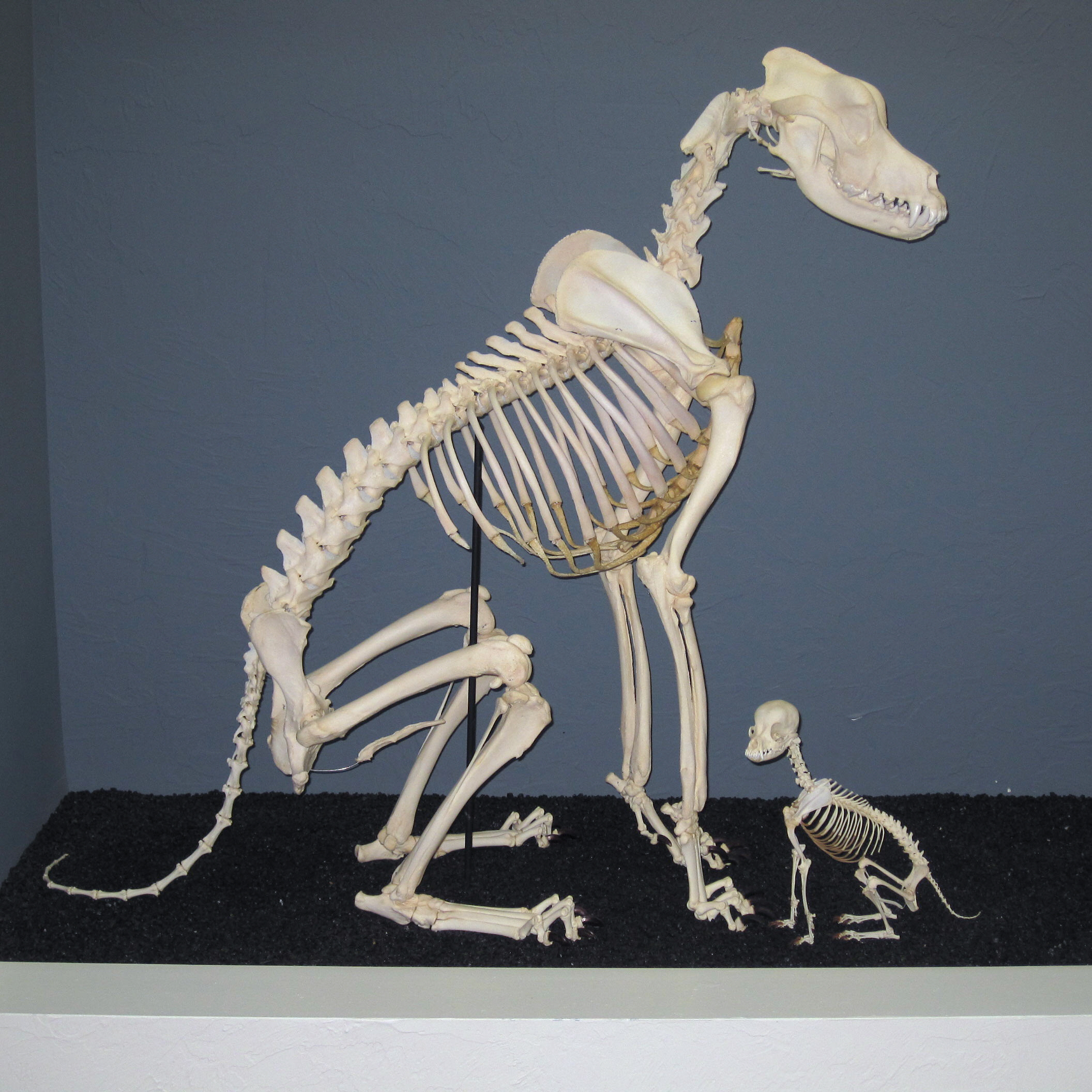
Srovnání kostry německé dogy a čivavy